# Mascara (Algeria)
Mascara (in arabo معسكر, Muʿaskar, in berbero ⵎⵄⴻⵙⴽⴻⵔ, Mɛesker) è una città dell'Algeria nordoccidentale, capoluogo della provincia omonima. Il nome deriva dall'arabo mu'askar, che significa "accampamento militare". In epoca coloniale, Mascara fu la capitale dell'emiro Abd el-Kader, leader della resistenza algerina contro l'occupazione francese.

## Etimologia
La parola mascara è una francesizzazione della parola araba معسكر (mu'askar), che significa “campo”. La colonizzazione francese ha fatto sì che il nome della città venisse adottato nella versione francese come nome ufficiale. Il nome “mascara” è stato probabilmente dato in riferimento alla città che porta lo stesso nome, poiché a metà del XIX secolo i francesi scoprirono la polvere di antimonio durante la loro conquista nella vecchia città di Mascara in Algeria. Le tribù nomadi utilizzavano il cosmetico come prodotto di bellezza ma anche per proteggersi da vari tracomi e malattie degli occhi. 

## Amministrazione

### Gemellaggi
- Bursa
- Elkader
- Tifariti